# Manhattan (film, 1942)
Manhattan (engelska: Tales of Manhattan) är en amerikansk dramakomedifilm från 1942 i regi av Julien Duvivier. Tretton manusförfattare, däribland Ben Hecht, Alan Campbell, Ferenc Molnár, Samuel Hoffenstein och Donald Ogden Stewart, arbetade med de sex olika historierna i denna episodfilm. Filmen är baserad på den mexikanska författaren Francisco Rojas Gonzálezs roman, Historia de un frac (eng: "Story of a Tailcoat"). Berättelserna följer en frack som passerar olika ägare i filmens i övrigt separata episoder.

## Handling
Den första episoden är ett triangeldrama mellan Charles Boyer, Thomas Mitchell och Rita Hayworth. Boyer spelar en skådespelare som gör sin främsta rollinsats när han blivit träffad av ett skott medan han bär fracken.
I den andra berättelsen finner Ginger Rogers kärleksbrev i sin blivande makes frackficka. Fästmannen (Cesar Romero) anlitar sin best man (Henry Fonda) till att rädda honom ur situationen. Saker går dock inte riktigt som förväntat.
I den tredje episoden spelar Charles Laughton Charles Smith, en fattig men lysande musiker, kompositör och dirigent som får en stor chans till berömmelse och erkännande. Hans hustru Elsa Lanchester införskaffar en frack åt honom för att han ska kunna åta sig engagemanget. Medan han dirigerar orkestern, slits fracken i stycken och publiken bryter ut i skratt. Då visar orkesterns Maestro (Victor Francen) honom en solidarisk gest.
I den fjärde berättelsen spelar Edward G. Robinson en alkoholiserad advokat som i ett försök att återfå sitt liv lånar en frack för att kunna delta vid 25-årsjubileet och återföreningen med sin klass från college. Han försöker övertyga sina tidigare klasskamrater om att han är framgångsrik, men en av hans klasskamrater (George Sanders) vet att Robinson blivit utesluten ur advokatsamfundet för oetiskt beteende som advokat.
I den femte episoden stjäl en tjuv (J. Carrol Naish) en päls från en secondhand butik för att sedan begå ett rån mot ett olagligt kasino där ingen släpps in som inte bär frack. När han försöker fly i ett flygplan fattar frackjackan eld av gnistor från motorn och i panik kastar han ut den brinnande jackan, med pengarna kvar i fickorna. Ett fattigt afroamerikanskt par (Paul Robeson och Ethel Waters) finner jackan med över 40.000 dollar i fickorna.

## Rollista i urval
- Charles Boyer - Paul Orman
- Rita Hayworth - Ethel Halloway
- Ginger Rogers - Diane
- Henry Fonda - George
- Charles Laughton - Charles Smith
- Edward G. Robinson - Avery 'Larry' L. Browne
- Paul Robeson - Luke
- Ethel Waters - Esther
- Eddie Anderson - Pastor Lazarus
- Thomas Mitchell - John Halloway
- Eugene Pallette - Luther
- Cesar Romero - Harry Wilson
- Gail Patrick - Ellen
- Roland Young - Edgar
- Marion Martin - Squirrel
- Elsa Lanchester - Elsa Smith
- Victor Francen - Arturo Bellini
- George Sanders - Williams
- James Gleason - Fader Joe
- Harry Davenport - Professor Lyons
- J. Carrol Naish - Costello
- W.C. Fields - Professor Postlewhistle (sjätte episoden, bortklippt men finns med i vissa versioner av filmen)